# Cinderella Liberty
Cinderella Liberty (Brasil: Licença para Amar até a Meia-Noite / Portugal: O Passe da Meia-Noite) é um filme norte-americano de 1973, do gênero drama, dirigido por Mark Rydell  e estrelado por James Caan e Marsha Mason.